# Schollaert-Kanal
Die Schollaert-Kanal (französisch Chenal de Schollaert) ist eine Meerenge im Nordosten des Palmer-Archipels westlich der Antarktischen Halbinsel. Der Kanal verbindet zwischen der Brabant-Insel im Nordosten und der Anvers-Insel im Südwesten die Dallmann-Bucht im Nordwesten mit der Gerlache-Straße im Südosten.
Entdeckt wurde dieser Wasserweg bei der Belgica-Expedition (1897–1899) unter der Leitung des belgischen Polarforschers Adrien de Gerlache de Gomery. Dieser benannte den Kanal nach Frans Schollaert (1851–1917), Premierminister Belgiens von 1908 bis 1911.